# La Haciendita, Nuevo León
La Haciendita är en ort i Mexiko.   Den ligger i kommunen Cadereyta Jiménez och delstaten Nuevo León, i den centrala delen av landet, 700 km norr om huvudstaden Mexico City. La Haciendita ligger 256 meter över havet och antalet invånare är 411.
Terrängen runt La Haciendita är platt, och sluttar österut. Runt La Haciendita är det ganska tätbefolkat, med 83 invånare per kvadratkilometer. La Haciendita är det största samhället i trakten. Trakten runt La Haciendita består till största delen av jordbruksmark.